# MELT4
MELT4（メルトフォー）は、2017年に結成した日本のロック、ヘヴィメタルバンド。
ヘヴィメタルのジャンルでは、スラッシュメタルに位置付けられることが多い。

## 概要
- 2017年に高校の同級生であったSatoru(Vo＆Gt)とOnji(Gt)によって結成され、Takashi(Dr)、Yakky(Ba)が後に加入を果たした。
- MELT4というバンド名は、iTunesのアーティスト一覧でメタリカとメガデスに挟まれたいことを理由に「MELT」と命名され、「4」はスラッシュメタル四天王の愛称「BIG4」に因んで命名された。
- 小岩オルフェウスで開催されたバンドコンテストに優勝し、その賞金で1stEP『Metal Storm - EP』が制作された。
- 川崎CLUB CITTA'で行われたMetallizaion Ⅰに出演。このイベントがバンドにとって、大きな分岐点であったことを話している。
- FUJI ROCK FESTIVAL'21にスラッシュメタルバンドとして出演を果たした。
- スペインにて開催された大型フェスROCK IMPERIUM' 23に日本バンドとして初めて出演。
- 2023年6月、BLOODYWOODのジャパンツアーにオープニングアクトとして参加。
- SUMMER SONIC 2023に出演。
- 2024年3月、SLASH Featuring MYLES KENNEDY AND THE CONSPIRATORSの来日公演にてサポート・アクトとして出演する。[1]

## DISCOGRAPHY

### EP
1. 「Metal Storm - EP」(2019年4月24日)
  1. Metal Storm
  2. Vengeance, Come On!
  3. 199X
2. 「Battles - EP」(2020年9月16日)
  1. Heavy Thrashing Attack (EP Ver.)
  2. The Battle
  3. Brand New I
  4. The Wild Gunmen
3. 「Destroyer - EP」（2024年8月23日）
  1. Room 666
  2. Brave
  3. Destroyer (feat. サイプレス上野とロベルト吉野)
  4. Time
  5. Rise of the Dragon

### シングル
1. 「Heavy Thrashing Attack」(2020年5月13日)
  1. Heavy Thrashing Attack
2. 「The Battle」(2020年9月30日)
  1. The Battle
3. 「It's Amazing!!」(2021年12月11日)
  1. It's Amazing!!
  2. 手のひらを太陽に
  3. レモンティー
4. 「Fire feat. 屍忌蛇」(2022年6月28日)
  1. Fire feat. 屍忌蛇
5. 「Future」(2023年6月2日)
  1. Sign
  2. In The Future
6. 「GRAVITY」(2024年1月26日)
  1. GRAVITY
7. 「Champions (We are the One)」（2025年2月12日）
  1. Champions (We are the One)

### アルバム
1. 「Four」(2022年12月18日)
  1. Chaotic Anthem
  2. In the Future (feat. 武幸佑 from ONE'S TRUTH)
  3. It’s Amazing!! (Album Version)
  4. 手のひらを太陽に (Album Version)
  5. 決心
  6. レモンティー (Album Version)
  7. Fire (feat. 屍忌蛇) (Album Version)
  8. All Go Together

## メンバー
- Satoru(Vo & Gt) - 1996年1月24日生まれ
- Onji(Gt) - 1995年10月14日生まれ
- Yakky(Ba) - 1998年1月26日生まれ
- Takashi(Dr) - 1997年2月27日生まれ

※MELT4 OFFICIAL HP BIOGRAPHYより引用